# Décès en septembre 1999
Décès
- 1995
- 1996
- 1997
- 1998
- 1999
- 2000
- 2001
- 2002
- 2003

Pour une information complémentaire, voir la page d'aide.

| Date         | Nom                 | Activités                                           | Âge | Source |
| ------------ | ------------------- | --------------------------------------------------- | --- | ------ |
| 3 septembre  | Franz Pleyer        | Joueur et entraîneur de football autrichien.        | 88  |        |
| 5 septembre  | Alan Clark          | historien et homme politique britannique            | 71  |        |
| 7 septembre  | Thierry Claveyrolat | coureur cycliste français                           | 40  |        |
| 8 septembre  | Birgit Cullberg     | chorégraphe suédoise                                | 91  |        |
| 8 septembre  | Yves Laloy          | architecte et peintre surréaliste français          | 79  |        |
| 9 septembre  | Arie de Vroet       | footballeur puis entraîneur néerlandais.            | 80  |        |
| 12 septembre | Bill Quackenbush    | joueur de hockey sur glace canadien                 | 77  |        |
| 13 septembre | Roland Blanche      | acteur français                                     | 55  |        |
| 16 septembre | Endre Rozsda        | peintre, dessinateur et photographe franco-hongrois | 85  |        |
| 17 septembre | Riccardo Cucciolla  | acteur italien                                      | 75  |        |
| 18 septembre | Gérard Landry       | acteur français                                     | 86  |        |
| 18 septembre | Léo Amberg          | coureur cycliste suisse                             | 87  |        |
| 19 septembre | Livio Isotti        | coureur cycliste italien                            | 72  |        |
| 21 septembre | Ozaki Hotsuki       | écrivain japonais                                   | 70  |        |
| 22 septembre | George C. Scott     | acteur américain                                    | 71  |        |
| 26 septembre | Joseph Plesiak      | footballeur français devenu entraîneur              | 82  |        |